# Sphingonotus coerulipes
Sphingonotus coerulipes är en insektsart som beskrevs av Boris Petrovich Uvarov 1922. Sphingonotus coerulipes ingår i släktet Sphingonotus och familjen gräshoppor.

## Underarter
Arten delas in i följande underarter:
- S. c. coerulipes
- S. c. djakonovi
- S. c. kermanicus
- S. c. uvarovianus